# 集落

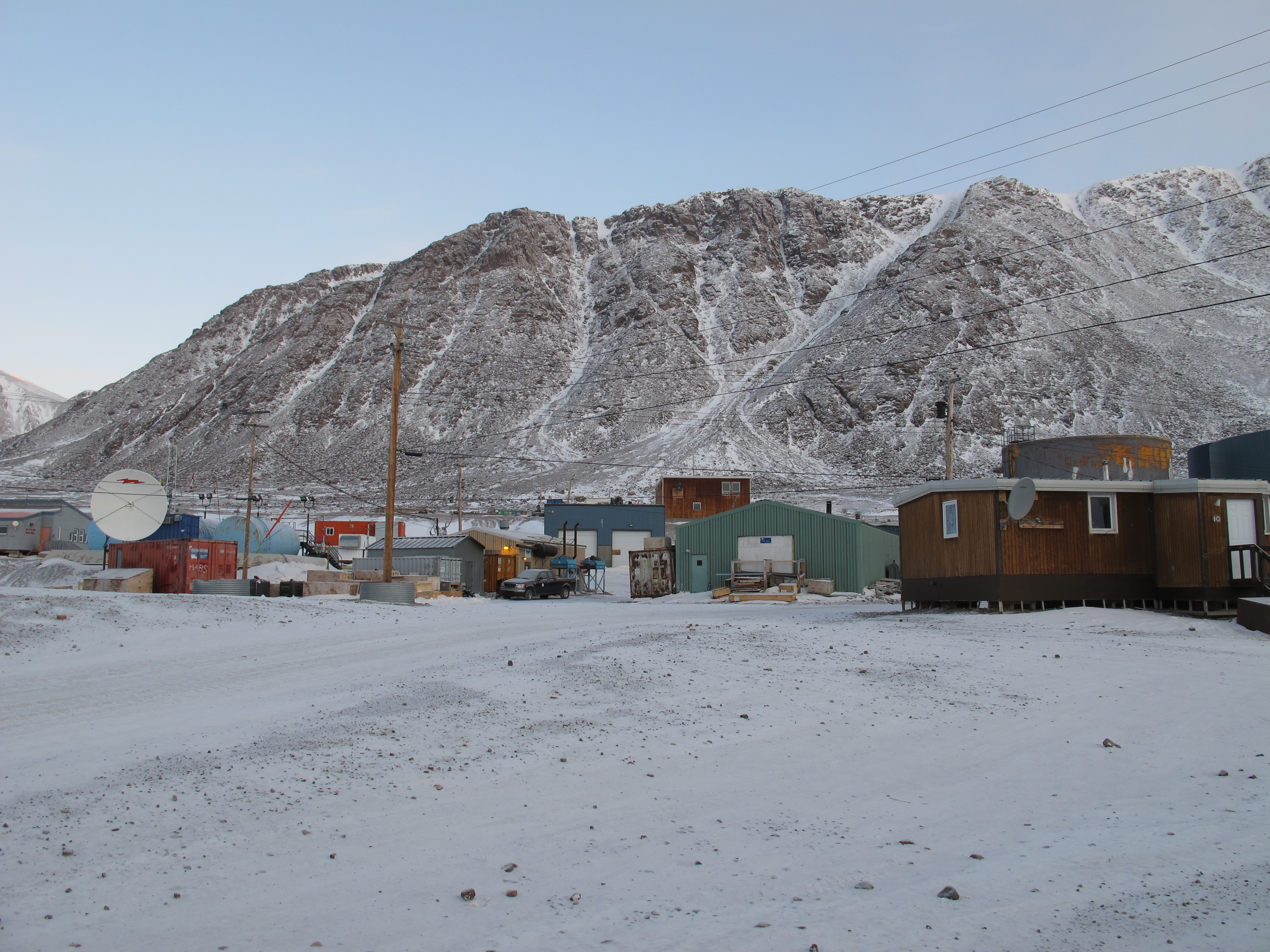
カナダ・ヌナブト準州にある集落（グリスフィヨルド）

集落（しゅうらく、聚落とも）とは、人が住む家屋の集合した状態の場所のことを指す地理学的な概念。部落、在郷、在所などの言葉も同義語である。

## 概要
「集落」を、人間関係の社会的、文化的統合状態に基づく地域社会の一種として社会学的にとらえた場合、「村落」にあたるものとほぼ重複する。
今日では、都市と村落の区別を説明する場合、人口の集中の度合や中心となる産業によって区分する場合が多い。
- 都市：人口密度や家屋の密度が大きく、第二次・第三次産業に従事する人の割合が高いもの。
- 村落：人口密度や家屋の密度が小さく、第一次産業に従事する人の割合が高いもの。

「部落」とも呼ばれるが、現在では被差別部落問題との関連から、差別的意図がない場合でも部落の語を避ける場合がある。

## 集落の形成

### 集落の始まり
古く人類が狩猟採集生活を営んでいた時代では、一時的な居住地はあるものの、同一の場所で狩猟や採集を繰り返していては獲物などの収穫が減少するため、度々移動を行った。構成人数は少なく、特定の場所への定着もないため、普通この時代の居住地を集落と呼ぶことはない。
農耕が始まると土地に定着し、生産高が増して人口が増えるようになる。最初の集落は現シリアにあるテル・アブ・フレイラと見られる（テルは遺丘の意。単にアブ・フレイラとも。現在は水没しているが、ダム建設の事前調査で明らかになった）。確認されたうち、最古の集落は紀元前1万1500年頃のもので、人口は200人足らずであり、暮らしは野生種の種子を播いて成長を待つといった農耕の前過程であったとされる。その後、人為選択で野生種を栽培に適したものに変えていき、紀元前1万1000年の集落跡には農耕の痕跡が見つかっている。

### ヨーロッパ
ヨーロッパの都市史では、ドイツの集落の平面形態の研究から、村落が交易の中心となることで町が形成され、さらに政治的権力や経済的特権の付与によって都市に発達すると考えられている。あるいは、村落研究から、町は外形から孤立荘宅、塊村、路村、広場村などに分類され、それが交通の要衝になると商業町へと発展し、さらに城郭の構築によって都市へと発展すると考えられている。

### アジア
中国などアジアの都市史では、城郭内部に発展した町（都市）を囲郭都市、周囲を城郭が取り囲んでいない町（都市）を非囲郭都市とする分類が用いられた。
一方、日本の都市は、過去に都市が形成された位置に重複するように現代都市が存在するなど歴史的重層性があることが知られている。小川琢治は歴史性に着目して城下町、宿場町、門前町、鳥居前町、鉱山町、商港町、軍港町に分類した。

## 集落の形態
- 集村（住居が一か所に密集）
- 塊村（不規則な塊となっている集落）日本の一般的な集落
- 円村（広場や教会を中心とした計画的集落）ドイツなどヨーロッパに顕著
- 街村（街路を中心として周辺に発達した集落）大規模な宿場町など
- 路村（道路に沿って分布している集落）中小規模の宿場町・立場など
- 列村（道路に沿ってまばらに分布している集落）
- 散村（住居が分散）アメリカ・カナダのタウンシップ制、砺波平野、黒部川扇状地、屯田兵村など